# Calvisia tessellata
Calvisia tessellata är en insektsart som beskrevs av Ludwig Redtenbacher 1908. Calvisia tessellata ingår i släktet Calvisia och familjen Diapheromeridae. Inga underarter finns listade.